# Amos Seddon
Amos Seddon (* 22. Januar 1941) ist ein ehemaliger britischer Geher.
Bei den Leichtathletik-Europameisterschaften 1974 in Rom wurde er Sechster im 20-km-Gehen.
1978 wurde er für England startend bei den Commonwealth Games in Edmonton Fünfter im 30-km-Gehen. Bei den Europameisterschaften in Prag belegte er im 20-km-Gehen den 26. Platz.

## Bestzeiten
- 20 km Gehen: 1:28:50 h, 3. August 1974, London
- 20.000 m Gehen: 1:30:53,64 h, 10. Juni 1978, London
- 30 km Gehen: 2:23:38 h, 10. Februar 1980, London
- 50 km Gehen: 4:10:42 h, 9. März 1980, El Prat de Llobregat